# Чернівська сільська рада (Глухівський район)
Черне́вська сільська́ ра́да — колишній орган місцевого самоврядування у Глухівському районі Сумської області. Адміністративний центр — село Черневе.

## Загальні відомості
- Населення ради: 409 осіб (станом на 2001 рік)

## Населені пункти
Сільській раді підпорядковані населені пункти:
- с. Черневе

## Склад ради
Рада складається з 12 депутатів та голови.
- Голова ради: Сидоренко Микола Миколайович
- Секретар ради: Кравченко Антоніна Дмитрівна

### Керівний склад попередніх скликань
| Прізвище, ім'я, по батькові  | Основні відомості                                                                       | Дата обрання | Дата звільнення |
| ---------------------------- | --------------------------------------------------------------------------------------- | ------------ | --------------- |
| Сидоренко Микола Миколайович | Сільський голова, 1965 року народження, освіта вища, член Соціалістичної партії України | 26.03.2006   | 31.10.2010      |
| Сидоренко Микола Миколайович | Сільський голова, 1965 року народження, освіта вища, безпартійний                       | 31.10.2010   |                 |

Примітка: таблиця складена за даними сайту Верховної Ради України